# 요르단 디나르

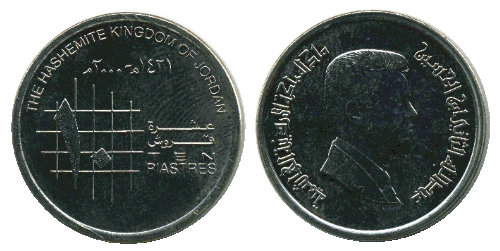

디나르(아랍어: دينار)는 요르단의 통화로 1 디나르는 10 디르함(dirham), 100 키르시(qirsh), 1,000 필스(fils)에 해당된다. 요르단강 서안 지구에서는 이스라엘 신 셰켈과 함께 통용된다.
요르단은 1995년 10월 23일부터 1 미국 달러 = 0.709 요르단 디나르의 고정 환율을 실시하고 있다. 1, 5, 10 키르시, ¼, ½, 1 디나르짜리 동전과 1, 5, 10, 20, 50 디나르짜리 지폐가 통용된다.

## 같이 보기
- 요르단의 경제